# Белопаланачка котлина
Белопаланачка котлина је пространо улегнуће у земљиној кори и специфичан геопростор на југоистоку Србије у тектонском рову композитне долине-потолине средњег Понишавља, које поред Белопаланачке и Коритничке котлине чини и изворишни облук Црвене реке. Узводно је од Ђурђевопољске котлине (која је дугачка 8 km) одвојена кратком (1,5 km) сутеском Светог Оца, а низводно од Островичке котлине релативно дугачком и великом Сићевачком клисуром (17 km). Од Лужничке котлине је одвојена Бежишким ждрелом.
Као део Нишавске долине истог морфолошког типа, Белопаланачка котлина међутим представља индивидуалну целину и одвојен географски предео, који почиње на истоку од Светог Оца, и на западу сраста са Сићевачком клисуром, чинећи котлину која по површини (361,1 km²) и броју становника (13.361) спада међу средње географске просторе ове врсте у Југоисточној Србији. Белопаланачка котлина је окружена планинским венцима и то: са севера Сврљишким планинама, југа Шљивовичким венцем и у доњем делу северним гребеном Суве планине. Епигенетском сутеском Скокањћиног камена и Белановачко — црвеноречким сужењем, Скокањћиног камена и Белановачко — црвеноречким сужењем, Белопаланачка котлина је морфолошки подељена на три дела: горњи, средњи и доњи.
На основу физичко-географских, друштвено-географских и демографских карактеристика, она је сложени развојни систем, у коме централно место заузимају град Бела Паланка и 34 сеоска насеља са својом инфраструктуром и највећим ресурсима у плодном земљишту. „Иако је претежно уоквирена високим брдско-планинским ободом, Белопаланачка котлина је у повољној комуникативној вези са суседним котлинама, захваљујући највише долинама Нишаве, Црвене реке и Коритничке реке“. Данас се Белопаланачка котлина налази на важном интерконтиненталном путу који спаја средњу Европу и Малу Азију, а њена претеча и највеће насеље Ремезијана (Бела Паланка) се налазилана главном римском војничком путу - Via Militaris — од Сингидунума за Визант, у подножју Великог и Малог курила у окуци леве обале Коритничке реке, која се улива у Нишаву северозападно од града.

## Положај и пространство
Белопаланачка котлина се налази у Региону јужне и источне Србије у Пиротској области, окружена градовима: Нишка Бања, Сврљиг, Књажевац, Пирот, Бабушница и Гаџин Хан. Просечна надморска висина је 394 m, и варира од ниске белопаланачке долине (реке Нишаве) до високе Суве планине и Сврљишких планина. Белопаланачка котлина представља удолину реке Нишаве која тече између јужних падина Сврљишких планина и Суве планине. Ова композитна, полигенетска долина предиспонирана је главним нишавским раседом дуж којег су стваране потолине Нишке и Белопаланачке котлине. Раседним линијама и зонама одређен је правац усецања, најпре језерским отоком, касније, наслеђеном долином Нишаве.
За постанак и данашњи изглед Белопаланачке котлине од великог значаја су и најмлађа убирања, насталих као последица, „најмлађих тектонских процеса током којих се Нишава усецала, а околни планински венци издизали, и омеђили котлину као асцендентну долину“.
Белопаланачка котлина дуга је 22 km, а у најширем делу, широка 4 кm. Обухвата највећи део простора средњег Понишавља, у коме највећи део територије припада брдско-планинском подручју (76%), след брежуљкасто-брдски терени (19%) и равничарски терени са свега 5% површине, око реке Нишаве.
Белопаланачка котлина се простире на површини од 346,1 km² (34.610 хектара). Са сливом Коритничке реке површине 116 km² у најширим географским границама Белопаланачка котлина се простире на 462,1 km², а без тог слива и слива Црвене реке  она захвата 248,1 km².
На истоку се спаја са горњим Понишављем, а на западу са Островичком котлином тј. њеним — кањонским делом. Долински подови котлине лучно се повијају дајући јој „облик људског бубрега“, јер кад из овалне форме средњег Понишавља „испада“ површина Коритничке котлине, која се на југу пружа до централног дела Белопаланачке котлине, на њој настаје „бубрежасто улегнуће“.
Белопаланачка котлина, на западу, почиње код села Црнче, где огранци ових планина напуштају Нишаву код села Долац, и одатле се правцем запад—исток протеже све до Светог Оца. На истоку, Белопаланачка котлина се граничи са доњим Понишављем а на западу са горњим Понишављем.
На простору Белопаланачка котлине налази се 34 насеља, у којима је према попису из 1961. године живело 17.129, а према попису из 1991. године 13.361. становника. Насељеност овог подручја је неуједначена и показује изразит тренд депопулације. Преко 80% становништва је везано за Белу Паланку са ужом околином. Планински делови терена су ненастањени (Сврљишке планине, Сува планина и Влашка планина) и на њима је све мање сточара који напасају стада.

## Географски положај
Белопаланачка котлина, која се административно налази у оквиру Нишавског округа, простире се између:
- 43° 13’ и 43° 15’ северне географске ширине и
- 22° 16’ и 22° 23’ источно од Гринича

Белопаланачка котлина као пространа и плитка потолина, неправилног бубрежастог облика са дужом осом од око 22 km и краћом од око 4 km, попречно утиснутом на меридијански правац нишавске удолине лежи у средњем Понишављу.
Удаљена је  285 km југоисточно од Београда, 42 km источно од Ниша и 285 km, 50 km јужно до Сврљаига и 27 km западно од Пирота.
По својој широј припадности Белопаланачка котлина у ширем смислу и мезо-физиогеографском положају припада интрабалканском низу котлина, које почињу; Софијском котлином на истоку и преко Пиротске и Ђурђевопољске котлине завршавају се Белопаланачком, као последњом интрабалканском котлином на западу.
Макроцелине Белопаланчке котлине су: сама Белопаланачка котлина и облук Суве планине.
Белопаланачка котлина лежи на геотектонској граници кристаласте, родопске масе и кречњачких планина источне Србије и споју великих удолина Балканског полуострва између Сврљишких на северу и Суве планине (на југу). На западу почиње од Сићевачке клисуре, а завршава се на западу. Најистакнутији врх јужног обода котлине - Трем (1808 m), који се уздиже са Суве планине, готово изнад средишњег дела котлине, удаљен је од Јадранског мора 265 km, од Егејског мора скоро исто као и од Јадранског мора, а од Црног мора је далеко око 420 km”.
Долина Нишаве пресеца белопаланачку котлину које је окружена планинским венцима и то: са севера Сврљишким планинама, са југа Шљивовичким венцем и у доњем делу северним гребеном Суве планине.
Белопаланачка котлина се граничи на:
- западу са Нишком и Остовичком котлином и Сићевачком клисуром
- југозападу са пределом Заплања
- северу са Сврљишком котлином,
- северу и североистоку са пределом Белопаланачког буџака,
- истоку са Ђурђевопољском котлином,
- југоистоку са Пиротском котлином и планином Белавом,
- југу са Коритничком котлином,

Кроз Белопаланачку котлину пролазе и сустичу се и пролазе бројни локални, регионалне, државне и међудржавне саобраћајнице светског значаја, које су значајно утицале на укупан развој Беле Паланке у њој, као централног града средњег Понишавља. Данашњи саобраћајни пут који пролази кроз Сићевачку клисуру изграђен је 1968. чиме је белопаланачка саобраћајница постала једна саобраћајница великог значаја за средње и доње Понишавље. Ова саобраћајница вековима је давала виталност котлини кроз коју је пролазила, јер су у одређеној мери, зависила усмерења и други, мањи путеви као и врста саобраћаја.
У периоду од 1887. до 1888. године изграђена је железничка пруга долином Нишаве (као саставни део велике светске магистрале која везује запад и исток), што је имало велики значај и утицај на средње Понишавље и белопаланачку котлину у њему.

## Геолошка прошлост
Белопаланачка котлина, као део нишавска долина представља саставни део маркантне Нишавско-маричке удолине. Река Нишава која протиче тереном који садржи минералне материјале различитих физичких својстава (првенствено чврстоће), образована је као сложена или композитна долина.
Тако је у њеном току настала и белопаланачка долина, радом сила речне ерозије, као и тектонским покретима. Отуд је она и полигенетска. Јанковић посебно истиче у „Историји развитка нишавске долине” да Нишавска долина представља, најбољи пример полигенетске долине у сложеној долини Нишаве, са геоморфолошким одликама посебне области.
По својој широј припадности и мезо-физиогеографском положају Белопаланачка котлина припада интрабалканском низу котлина. Тај низ котлина почиње Софијском котлином на истоку и настављајући се преко Пиротске и Ђурђевопољске котлине и завршава Белопаланачком, као последњом интрабалканском котлином на Западу.
Основни облик шире области у којој централно место заузима Белопаланачка котлина створен тектонским процесима који су генерално утицали и на физиономију рељефа. На данашњи изглед су утицали и накнадни процеси језерске абразије и акумулације, флувијални процеси и крашке ерозије. У Ветанској корутини су присутни и флувио — денудациони процеси и механичко распадање стена, а постоје претпоставке и о утицају глацијалног феномена.
| Фазе језерског периода развоја белопаланачке долине | |
| Језерске фазе                                       | Карактеристике језерских фаза |
| Прва                                                | У најстаријој језерској фази површина језера достигла је висину од 830 метара у односу на данашњу надморску висину. У првој фази Нишавско језеро је веома широким комуникацијама повезано са моравским, заплањским и сврљишким базеном. Из воде као острва штрче доминантни врхови Суве планине (Трем, Голаш и део Валожја), затим Шљивовички врх, Рињске планине (са Плешом) и Орљански камен. После дужег мировања при крају фазе наступило је доба интензивних тектонских покрета, који су изменили конфигурацију језерског дна и изазвали релативно брзо спуштање новог нивоа са 830 на 610 метара. |
| Друга                                               | Ову језерску фазу карактерише смиривањем покрета, и пад висине воде, што је повећало копнене површине. При самом крају фазе поново је дошло до великих покрета, па је ниво језера сишао на 500 метара. У овој фази дошло је и до главног издизања пречага између басена, тако да се (у првој фази поменута) острва, повећавају и повезују са Белавом, а Сврљишке планине са Пајешким каменом, а Шљивовички врх са залеђем ка Столу. Тиме су обележене контуре данашњих котлина на простору Југоисточне Србије.                                                                                          |
| Трећа                                               | У последњој језерској фази некада велико језеро распало се у четири мања, која су испунила Нишку и суседне котлине. Нишко језеро изгледало је тада као залив већег језера, које је заузимало лесковачко-алексиначко поморавље. Јаки тектонски покрети јавили су се и на крају ове фазе, која припада горњем плиоцену. Ови тектонски покрети изазвали су промене у висинама земљишта, због чега је наступило брзо отицање језера и формирање плиоценске Нишаве. Планински масиви добијају своје контуре, а језера се задржавају и чини данашњи простор Белопаланачке котлине.                            |

Језерски облици У Белопаланчкој котлини сачувани су само местимично у траговима, у њеним ободним деловима. Да би се после повлачења језера на новонасталом простору формирала дренажна мрежа, тако да су флувијални процес преузели главну улогу у морфолошком обликовању Белпаланачке котлине као једног од напуштених језерских басена.
У току морфолошке еволуције рељефа, од почетка неогена до данас, развој геоморфолошких процеса на простору Белопаланачке котлине контролисан је климатским променама и неотектонским покретима. Како се терен у Белопаланачкој котлини данас налази, углавном, под утицајем умерено-континенталне климе, чије су главне карактеристике топла лета и хладне зиме са довољним и релативно правилним распоредном падавина током године, флувијални процес са, јачим или слабијим интензитетом, константно одвија, са појачаном ерозијом у вишим деловима терена, односно акумулацијом у нижим.

### Геоморфолошке особености
Геоморфолошки односи Белопаланачке котлине и њених ободних делова, као и развој егзогених процеса формирање облика, условљени су геолошком грађом терена. Саставом терена условљено је постојање већих морфоструктура, док је различит литолошки састав имао утицај на морфометријске карактеристике морфолошких јединица. „Неотектоника“, као најмлађи тектонски покрети, својом активношћу утицала је на интензитет развоја геоморфолошких процеса. Тако да су; најмлађи тектонски покрети са вертикалним диференцијалним кретањем блокова, имали велики утицај на изглед данашњег рељефа...док је положај неотектонских структура условљен одразом тих покрета на морфологију терена.
Спуштањем појединих делова терена настале су тектонске потолине — ровови, а издизањем хорстови. Тако су спуштањем терена, настали огени басени (котлине), међу којима је и белопаланачки. Овај басен је, заправо, тектонски ров ограничен раседима дуж којих је извршено спуштање.
За разлику од тектонских потолина — ровова, околне планине које окружују Белопаланачку котлину представљају тектонски издигнуте блокове — хорстове, међу којима су најзначајнији: са севера Сврљишке планине, на југу Шљивовички венац и у доњем делу северни гребен Суве планине.
Сува планина
Сува планина је најизразитија позитивна морфолошка јединица. Представља тектонски издигнут антиклинални блок са осом спуштања ка југоистоку. Ограничавају је раседи правца пружања северозапад-југоисток, дуж којих је обављено истовремено њено издизање и спуштање околних котлина. Она је највиша планина у овом појасу, са стрменитим карстним тереном, какав се на Балкану може видети још само у Истри и Црној Гори. Као тектонска целина, она је издвојена и са свих страна ограничена раседима. На југозападу је то део Моравско — заплањске дислокације, на северу Сићевски, Островички и Белопаланачки расед, а на североистоку Коритничко — лужнички расед.
Сврљишке планине
Сврљишке планине представљају сложену, делимично разорену, антиклиналу. Венци ових планина пружају се од долине Јужне Мораве до долине Темске. Оне, на дужини од око 30 км, окружују Белопаланачку котлину са севера од Сићевачке клисуре до сутеске Светог Оца.
Шљивовички венац
Шљивовички венац, који има изглед хорста, са једне стране ограничен је Белопаланачком а са друге Лужничком тектонском зоном. Испресецан је попречним раседима (ступњевитим степеницама), од најнижег Малог курила, преко Великог курила и Поповог врха до највишег Шљивовичког врха.
Заједничка особина свих поменутих морфолошких јединица (хорстова и ровова) је специфичан развој геоморфолошких процеса, условљен литолошким саставом терена. У теренима изграђеним од некарбонатних стена, у зависности од литолошког састава, развијају се различити процеси. На долинским странама и брдско-планинским падинама доминирају делувијални и пролувијални процеси, а на глиновитим падинама колувијални (клизишта). Карбонатне стене условљавају развој крашког процеса, који је имао и има значајан утицај у формирању крашких облика и крашког рељефа у целини. Литолошке разлике, уопште, имале су битан утицај на врсту и интензитет развоја геоморфолошких процеса. На литолошки хетерогеном терену, изложеном дејству истог агенса, развијали су се различити процеси и стварали различити облици.
Белопаланачка котлина је морфолошки подељена епигенетском сутеском Скокањћиног камена и Белановачко — црвеноречким сужењем, на три дела:
- Горњи део котлине, који је дуг 4 km и пружа се у правцу тока Нишаве. Протеже од ртасте епигеније Светог Оца до епигеније Скокањћиног камена.
- Средњи део котлине, који је дуг 10 km, а пружа се од епигеније Скокањћиног камена до Белановачко — црвеноречког сужења.
- Доњи део котлине, који почиње од Белановачко — црвеноречког сужења и простире се све до Сићевачке клисуре.

Белопаланачку котлину, у ужем смислу, са њеном секундарном морфотектонском целином — Ветанском корутином, везује мала пробојница Црвене реке, клисура Ждрело. Она је дугачка 1,5 km.
Олигоцени седименти се уз североисточни обод Белопаланачке котлине пењу до висине 800 m. Висина им опада идући низ реку, тако да је најдубље спуштена, преко 200 m, у средњем делу Белопаланачке котлине, док се горњи и доњи делови котлине налазе на дубинама од 10 – 30 m.

### Сутеске и клисуре
Белопаланачка котлина почиње и завршава се пет од шест епигенетских клисура и сутески средњег Понишавља, чија су основана својства:
Преглед дела клисура и сутески у средњем Понишављу
| Ред. бр. | Назив                          | Речни ток       | Дужина/дубина                     | Локација                                         | Опис |
| -------- | ------------------------------ | --------------- | --------------------------------- | ------------------------------------------------ | --- |
| 1        | Сићевачка клисура              | Нишава          | - Дужина 17 км - Дубина 360 м     | Спој Белопаланачке и Нишке котлине               | - Ова композитна клисура предиспонирана је главним нишавским раседом дуж којег су стваране и потолине Нишке и Белопаланачке котлине. - Раседним линијама и зонама одређен је њен правац усецања, најпре језерском отоком, касније, наслеђеном долином и Нишаве.                                                                                |
| 2        | Епигенетска сутеска Светог Оца | Нишава          | - Дужина 1,5 км - Дубина 85-185 м | Спој Ђурђевпољске и Белопаланачке котлине        | - Ова ртаста епигенија Нишаве, преовлађујућег правца исток-запад, спаја Ђурђевопољску котлину (горњи део средњег Нишавља) на истоку, са Белопаланачком котлином (средишњи део Понишавља) на западу. - Усечена је у северни обод планине Белаве, у банковитим и слојевитим кретацејским кречњацима, са стрмим странама и без алувијалних равни. |
| 3        | Сутеска Скокањћин камен        | Нишава          | - Дужина 700 м                    | Спој горњег и средњег села Белопаланачке котлине | - Овом сутеском је Белопаланачка котлина морфолошки подељена на горњи и средњи део. - Горњи део (4 km) протеже се од ртасте епигеније Св. Оца до ртасте епигеније Скокањћин камен. - Средњи део котлине (10 km), протеже се од ртасте епигеније Скокањћин камен до Белановачко-црвеноречког сужења.                                            |
| 4        | Клисура Ждрело                 | Црвена река     | - Дужина 1,5 - Дубина 130 м       | Спој Ветанске корутнине и Белопаланачке котлине  | - Ова корутина је мала пробојница Црвене реке у њеном доњем току и делу тока при ушћу. - Везује Ветанску корутину у облуку Црвене реке, са северном подгорином Суве планине на југу, са доњим-западним, и осталим делом уже Белопаланачке котлине - на северу (тј спаја примарну и секундарну творевину Белопаланачке котлине)                 |
| 5        | Сутеска Мокрањско ждрело       | Коритничка река | - Дужина 1,8 км - Дубина 180 м    | Спој Коритничке и Белопаланачке котлине          | - Ово је мала пробојница Црвене реке у њеном доњем току и делу тока при ушћу, која повезује Ветанску корутину у облуку Црвене реке, из северне подгорине Суве планине на југу, са доњим-западним, а самим тим и осталим делом уже Белопаланачке котлине - на северу (тј спаја примарну и секундарну творевину Белопаланачке котлине).          |

## Хидрологија
Главна хидролошка особеност Белопаланачке котлина је та, да је она истовремено богата и сиромашна водама. Овакво хидролошко стање последица је, у првом реду, геолошког састава котлине. Наиме док је дно Белопаланачке котлине богато водом, јер је испуњено вододрживим стенама, глиновитог и лапоровитог састава, неогене старости, дотле су кречњачке планине, по ободу котлине потпуно безводне. Безводност планинског дела Белопаланачке котлине последица је геолошког, кречњачког састава и крашког рељефа, са убираним, раседаним, више пута навлаченим и ломљени кречњацима који су дубоко скаршћени на Сувој и Сврљишким планинама и посебном венцу Шљивовичког врху, на којима се налазе највеће безводне површи у источној Србији.
Реке Нишава и Коритничка (Мокрањска), релативно богате водама представљају основну хидрографски мрежу Белопаланачке котлине. У њих се уливају и кратке али водом богате реке Врелска (Белопаланачка) и Врелска (Крупачка).

### Површинске воде
Хидрографска мрежа Белопаланачке котлине је јако разграната и посредно или непосредно припада сливу Јужне Мораве. Главни водени ток је Нишава, која дренира највећи део терена, заједно са својом притоком Кутинском реком. Мањи део површинских токова гравитира ка Лужници а незнатним делом непосредно Јужној Морави, која само делимично пресеца овај терен. Хидрографску мрежу Белопаланачке котлине чине:
Басен Црвене реке
Ову реку напајају многи површински водотоци сталног, повременог или периодског карактера. Главне притоке су Топоничка, Ветанска и река Драгуша. Због обешумљености великих површина овог подручја, за време јаких пљускова, река се претвара у велику бујицу и изазива поплаве у Белопаланачкој котлини. За време бујице вода постаје црвена због пермских црвених пешчара, по чему је река, и насеље кроз које протиче прозвано - Црвена река.
Главни токови - Нишаве
Нишава је на простору Белопаланачке котлине брза и релативно чиста река. Усецајући своје корито, затим и долину, Нишава је благо меандрирала преко равног језерског дна Белопаланачке и Ђурђевопољске котлине, пробијајући се, змијолико, од Беле Паланке према Сићевачкој клисури.
Њена дужина кроз Белопаланачку котлину је 29 km. На том путу она прими више воде него у свим узводним и низводним котлинама. Њене две најзначајније притоке су Коритничка река и Црвена река. Максимална количина воде коју Нишава носи кроз Белопаланачку котлину у мају је 45,4 m³/s, а минимална у септембру 8,8 m³/s. Средња годишња количина воде коју Нишава уноси у Белопланачку котлину износи 23,9 m³/s.
Долина Нишаве је вековима и део природног пута који је од античких времена (када је била пловна) повезивао Европу и Азију. А према писању професор новосадског Универзитета, др Јован Б. Петровић, она је у Белопаланачкој и Коритничкој котлини, „храњена“ водом крашких врела сачувала релативну чистоту реке, тако да су њене воде идеалне за живот многих грабљивица (клена и пастрмке).
Главни токови - Коритничка река
Коритничкој реци главну воду дају јака крашка врела - Коритничко, Дивљанско, Мокрањско и Белопаланачко. Горњи ток реке усечен је у Бежишком ждрелу, где је река изградила меандре. Коритничка река има највећу издашност априла (15 — 20 m³/s), док је споредни максимум водостаја у новембру (8 — 10 m³/s). Најмањи водостај је августа и септембра (мање од 1 m³/s), као и у зимским месецима.
Сврљишки тимок
Извор Сврљишког Тимока, који настаје у Белопаланачком буџаку, одликује се потпуно затвореним аутономним сливом.
Једна од карактеристика хидрографске мреже је њена неразвијеност због геолошког састава овог подручја, где су планине које окружују Белопаланачку и Коритничку котлину изграђене од дубоко скаршћених кречњака. Тако да се са падина ових планина не спушта ни један стални водоток.

### Подземне воде
У доњокредним кречњацима североисточног обода Суве планине акумулиране су значајне резерве подземних вода Белопаланачке котлине. Врела Мокра и Дивљана дренирају кречњачки масив Суве Планине, односно њен североисточни обод. Геолошки састав околине врела Мокра и Дивљана одређен је њиховим положајем у односу на две структурне јединице: делове североисточног крила антиклинале Суве планине и делове терцијарне флишне синклинале. У литолошком погледу цело сливно подручје ових врела изграђено је од слојевитих и банковитих кречњака и доломита горње јуре и доње креде, који су тектонски доста оштећени и карстификовани и са јасно израженом слојевитошћу. Терцијарне наслаге у долини Коритничке реке представљене сменом лапораца и пешчара чине хидрогеолошку баријеру подземним водама из кречњака.

#### Мокрањско врело
Мокрањако врело налази се у атару села Мокра у подножју источних падина Суве планине. Оно је у ствари извориште Мокрањске реке, једне од левих притока Коритничке реке изнад нивоа Беле Паланке.
Врело прихрањује хидрогеолошка површина слива од око 38 km², која с налази на простору између Нишаве, Мокрањске реке, Коритничке реке, Кутинске реке и Пусте реке. Највиша кота у сливу је 1.800 m висине.
Геолошки састав околине Мокрањског врела одређен је његовим положајем у односу на две крупне тектонске јединице - антиклиналу Сува планина и терцијерно синклинално подручје које се пружа паралелно са долином Коритничке реке. У литолошком погледу скоро цело сливно подручје изграђено је од карбонатних стена - слојевитих и банковитих кречњака и доломита доње креде и старијих формација који су тектонски доста оштећени и карстификовани. Терцијалне наслаге долине Коритнице састоје се од лапоровито - глиновитих, класичних карбонатних седимената. У хидрогеолошком погледу главни резервоари подземних вода су карбонатне наслаге (кречњаци) доње креде из којих избија врело Мокра, а олигоценски седименти чине водонепропусну баријеру. Кота истицања воде на овом врелу је 337 m.
Хидрогеолошка својства кречњачког комплекса вела Мокра зависна је од више фактора.
- То су на првом месту геоморфолошке карактеристике залеђа врела, односно његовог сливног подручја или ширег кречњачког масива Суве планине. То је планински, огољен и веома интензивно карстификован терен са високом инфилтрацијом.
- На другом мсети су то климатолошки и хидролошки фактори који утичу на хидрогеолошке карактеристике терена преко високих падавина који једним делом падају у виду снега па се инфилтрација и задржавање воде у подземљу врши више и дуже него код неких других карсних врела.
- На трећем месту је најмаркантнији природни фактор, интензивна карстификација која је условљена и омогућена рептурном тектоником - бројним раседима и природом стена тј. њиховом растворљивошћу. Бројни раседи, пукотине и прслине су накнадним физичким и механичким дејством карстификоване тако да данас представљају путеве кретања подземних вода.

Издан је у свом већем делу слободна, међутим, запажено је да се при високим нивоима подземне воде у каналима налази под притиском.
Количине воде које истичу у кречњацима условљавају равномерност при истицању поготово у периоду средњих и минималних вода. Вода је доброг квалитета и релативно стабилног понашања.
Хемијски састав и бактериолошки налази ових вода су за дужи период времена задовољавајући за пиће, али температура воде овог врела показује значајне осцилације које се крећу од 11,5 до 20 ºС, која је највероватније условљена разликама и променама у издашности воде. У периоду увећане и максималне издашности температуре воде расте чак до 20 ºС. Испитивањима је доказано да је врело Мокра заправо извориште у коме се сучељавају два типа различитих извора чије се температуре воде разликују за 9-10 ºС.
Замућења врела су запажена само изузетно као веома ретка и краткотрајна, док је просечна вишегодишња издашност износи 310 l/sec тј. Q = 0,31 m³/sec.
На врелу је изграђена каптажа, из која вода гравитационо укључена у заједнички цевоводни систем нишког регионалног водовода. Сем дезинфекције не постоји други третман воде са овог врела пре употребе. Количина воде која се експлоатише и врела Мокре је, Qmax = 800 l/sec.

#### Врело Дивљана
Врело Дивљана налази се у атару села Дивљана, на левој обали Коритничке реке, у непосредној близини пута Бела Паланка — Бабушница. Врело избија избија из кречњачког масива Суве планине у нивоу Коритничке реке Због геолошког састава околине и сливног подручја, које заузима знатно пространство и прехрањује се падавинама на читавој површини слива, сматра се једним од природних богатстава Белопаланачке котлине и шире. Највећи део сливног подручја врела чине карбонатне стене, са резервоарима од кречњака из којих и избија бистра планинска вода, високог квалитета.
Извориште Дивљана спада у једно од стабилнијих врела на територији нишког региона и његов природни потенцијал у већем делу године је уједначен. Проток воде је Q max = 800 l/s vode. Једна од његових карактеристика је и уједначена температура воде, која је увек 12 - 13 °C.
На самом изворишту, изграђена је и каптажа, из које се вода гравитационо одводи и сакупља у прекидну комору „Дивљана“", одакле се експлоатише за водоснабдевање Беле Паланке и дугих насеља у нишком округу.

#### Белопаланачко врело
Белопаланачко врело избија на јужном ободу котлине, на висини од 350 m, испод Великог курила (539 m), при дну падине у разноврсним кречњацима, слојевитим, банковитим и масивним. При дну је покривено блоковима и сипарским материјалом. Врело је ограђено зидом високим око 3 m, чиме је створен ујезерени басен дубок око 2,5 m, пречника 15 m. Дно врела покривено је сипарским и глиновитим материјалом.
Сабирна зона врела обухвата Попов и Шљивовички врх (1256 m) и Велико курило. Док изворишни облук врела чине три врсте кречњачких стена, његово чело је изграђено од банковитих кречњака, на које са источне стране належу слојевити кречњаци, а на супротној страни масивни кречњаци.
Контакти између различитих кречњачких стена означени су раседима који се у врху изворишног облука, на око 30 m изнад врела, пресецају под углом од 35º. У овом тектонском склопу је изграђен пећински систем из кога истиче Белопаланачко врело.

## Климатска обележја
Температурна својства
Климу белопаланачке котлине одликују уједначени годишњи ток температуре, са највишим вредностима температуре ваздуха у јулу, а најнижим у јануару, са дневним температурним осцилацијама које су веће за 6 — 8 °C од истих у суседним котлинама, нишкој и пиротској. Јутра су у Белој Паланци током лета хладнија за 2 — 4 °C, чему су допринеле хладне воде Врела и Коритничке реке. Најхладнији месец је јануар са просечном температуром од - 0,6 °C . Најтоплији је јули месец и тада су температуре око 22,8 °C.
Први јесењи мразеви почињу крајем октобра или новембра (мада се најранији могу јавити већ крајем септембра). Њима претходе слане, које се прво јављају у побрђима, а после и у доњим деловима котлине. Пролећи мразеви почињу у првој трећини априла и могу да трају доста дуго. Најдужи забележени мразни период трајао је око 200 дана.
| Средње температуре годишњих доба у Белопаланачкој котлини (1950—2009) |         |          |         |          |
| Годишње доба                                                          | Зима    | Пролеће  | Лето    | Јесен    |
| Средња температура                                                    | -0,6 °C | 11,87 °C | 22,8 °C | 12,07 °C |

Облачност
Облачност у белопаланачку котлину доносе западни ветрови. Сви остали су суви и никада не доносе повећану облачност. Највећа облачност је током зиме, са максимумом у децембру када облачност достиже покривеност неба од 7,8 десетина Смањење облачности почиње са првим пролећним месецима и траје до септембра.
Ветрови
Најснажнији ветрови дувају са Суве планине, одакле и потичу највеће промене ваздушног притиска. Након грмљавинске активности (десет до двадесет минута пре олује), олује се завршавају када главни пљускови прођу. Ветрови у овој котлини дувају током лета, брзином која достиже 100 km/h.
- Северни ветар је „кошава” (северњак, „свињоморац“) који дува из североисточног правца. Нема велику честину и дува знатном јачином у хладнијој половини године.
- Највећу снагу има ветар „сићевац”, који дува из Сићевачке клисуре, често има олујну снагу.
- „Југ“ је топао, веома непогодан ветар за пољопривредне усеве и стоку. Он исушује тло, усеве и воће, тако да се биљке „спаруше“, а стока мршави и гине.
- У Белопаланачкој котлини јавља се и: „северац” — јак и хладан ветар који утиче на пад температуре и „пироћанац” („горњак“) — који доноси хладан ваздух и снижава температуру.

Падавине
Понишавље представља најсушнију област у југоисточној Србији. У Белопаланачкој котлини падне, годише, 551 mm атмосферских талог, што је за око 30 mm мање од средњих вредности степских крајева панонског подручја. Најкишовитији месеци су мај и октобар (дувају влажни западни ветрови), док су су септембар и фебруар месеци са најмање кише (дувају суви хладни ветрови).
Пре почетка савремених климатских промена снежни покривач је често достизао значајну висину да су возови остајали завејавани на железничкој прузи (педесетих година 20. века). Зато су парне локомотиве за зимске услове рада биле снабдевене специјалним раоницима. Тада су многа насеља у Белопаланачкој котлини месецима била одсечена од Ниша или Беле Паланке. Једна од таквих зима била је 1875, када је снег који је нападао 10. новембра, био дубок 142 cm и одржао се чак до 2. априла.}}
Данас су у односу на снеговите године, као у већем делу Србије, и на овом простору чешће године кад снег изостане. Такве је и прва и друга деценија 21. века, када су зиме са врло мало снега, највероватније због глобалних климатских промена на земљиној кугли.
| Климатски фактори на коридору ауто-пута E-80, деоница Просек — Бела Паланка |                                    |                                                  |                                     |                                         |                                   |                              |                                                  |
| Метереолошке станице                                                        | Средња годишња температура ваздуха | Просечна вредност средњих годишњих падавина (mm) | Средњи датум првих снежних падавина | Средњи датум последњих снежних падавина | Просечна годишња облачност (n/10) | Трајање сунчаног времена (%) | Средња вредност годишњег ваздушног притиска (mb) |
| Ниш (Бела Паланка)                                                          | 12 °C (11 °C)                      | 586,8                                            | 16. децембар                        | 1. март (16. март)                      | 5,5                               | 55                           | 1019—1020                                        |

## Педологија
С обзиром на велику вертикалну рашчлањеност, педолошке особине земљишта Белопаланачке котлине показују знатне разлике. Поједини типови земљишта јављају се у одређеним висинским зонама, а стране и сутеске, клисуре и амфитеатрални стеновити заклони имају специфичне педолошке особености. На подручју формираних поља у Белопаланачкој котлини налазе се азоналне земљишне творевине (алувијална, делувијална и алувијално-делувијалну а изнад њих типичне зоналне (црвенкасто-рудо и црвеница, рудо, планински подзол и планинска црна буавица.
Са леве и десне стране Нишаве, налазе се алувијална, а у подножју планинских падина делувијална, а између њих прелазна алувијално - делувијална земљишта, „као резултат рада геоморфолошких чинилаца”.
Алувијум је река Нишава сталожила за време периодичних поплава, и он је сачувао основне карактеристике речног типа. Ово земљиште је доста водопропустљиво и сиромашно хумусом. Алувијално-делувијални нанос настао је на местима где су се сукобљавали алувијални и делувијални чиниоци педогенезе, па се сматра да се ово земљиште може сматрати да се оно инфилтрирало у међупросторе поменута два основна земљишна типа.
Дубина земљишног покривача у Белопаланачком пољу је скоро на целом пространству око 1 m, а по негде и нешто више. У земљишта са бољим производним особинама спада карбонатни глиновити алувијално-делувијални нанос, иловасти алувијум и бескарбонатни делувијум, док карбонатни песковито-иловасти алувијум има слабије испољене производне особине. На боље производне особине земљишта утиче већи садржај глиновите и колоидне фракције у односу на песковито - иловасти алувијум.
Промена састава земљишта са висином настале је због снижавања температуре и повећања атмосферског талога, а диференцијација земљишта по спратовима због заједничког деловања педолошких процеса и денундације. Јер се у подножју вршило гомилање ферооксида (што условљава интензивно оцрвеничавања) и редукција силицијум-оксида, док се у смеру према врховима планина кретао обрнут процес.

## Биљни и животињски свет
Биљни свет
Вегетација крашких предела Белопаланачке котлине флористички је врло разноврсна али је просторно релативно мало заступљена. Највећим делом су ови предели обешумљени или су шуме потпуно девастиране. Тако се природни шумски комплекси, везани за одређен тип земљишта, јављају само на ограниченим, тешко приступачним планинским просторима. У јужним пределима котлине, у подножју планина, најпре је заступљен медитерански флорни елемент са знатним бројем врста претежно ниске вегетације, којима црвеница одговара као тип земљишта.
Како је дно Белопаланачке котлине још крајем 20. века обешумљено и приведено пољопривредним и другим културама. Житарица и повртарске културе су у алувијалној равни и на нижим терасама, а воћњаци и виногради у вишим деловима, и главно су фитогеографско обележје Белопаланачке котлине.
Наиме средишни део котлине, који је у задњих педесет година намењен изградњи стамбених објеката и пратеће инфраструктуром, значајно је осиромашен природном вегетацијом која је једино очувана на веома малим површинама поред река. У првој половини 20. века, на том потесу углавном је гајен кукуруз и биле су баште, местимично шљивари. Сачувану природну вегетацију чине заостале асоцијација у равни котлине, попут местимичних ливада и осамљеног дрвећа; тополе, врбе, цера, граба, јасена, трепетљике, бреста (веома ретко), липе, дивље крушке, дрена, глога, трњине, леске, зове, шипка, киселог дрвета, дивљи јоргован. Од стране Шумског газдинства и Покрета Горана засађен је на појединим просторима бор, ариш, смрча.
Животињски свет
У шумским пространствима Белопаланачке котлине срећу се зец, покоји вук и шакал, дивља свиња, срндаћ, јазавац, лисица, миш, јеж, корњача, кртица, гуштер зелембаћ и гуштер слепић.
- Део најзначајније фауне Белопаланачке котлине
- Шумски пух
 Dryomys nitedula
- Бела кања
 (Neophron percnopterus)
- Шумски миш
(Apodemus sylvaticus)
- Орао змијар
(Circaetus gallicus)

Од змија у Белопаланачкој котлини срећу се поскок, шарка, смук, белоушка и блавор.
- Змије заступљене на простору Белопаланачке котлине
- Смук
(Coluber longissimus),
- Поскок
(Vipera ammodytes)
- Шарка
(Vipera berus)
- Белоушка
(Natrix natrix)

Међу најбројнијим птицама Белопаланачке котлине су врапци и сенице а ту су још и славуј, сојка, кос, ласта кукавица, детлић, јаребица, дивљи голуб, сврака, гавран, јастреб, кобац, понеки орао и наравно сова. Поред водених токова могу се срести роде, дивље гуске и дивље патке.
Са крчењем шума и интензивном обрадом терена, поједине животиње су се повукле из Белопаланачке котлине.

## Историја
Према подацима из географске литературе белопаланачка котлина, као и Србија, с краја 18. и у првим деценијама 19. века била је до те мере географски непозната да су у њој према писању Радојичића, из 1927., „били могући проналасци као у непознатим деловима света”. Уколико се узме у обзир чињеница да је њен географски садржај углавном био приказан једино на старим мапама (насталим на бази података који су описани у путописним забелешкама многих изасланика (царских посланстава и дипломатских мисија) и путника из каснијег периода средњег века и потоњих времена, овакви наводи су у потпуности схватљиви. Према писању Цвијића, из 1896. године, за нишки и белопаланачки и пиротски крај и њихове котлине, знало се само дуж Цариградског (Мидхат-пашиног) друма — о чему су се могли наћи доста тачно приказани узајамни положаји и називи (насељених) места према важећој номенклатури из тадашњег историјског периода.

### Белопаланачка котлина у праисторији
Белопаланачка котлина и њена околина насељени су у праисторијско време, о чему сведоче бројни остаци материјалне културе пронађени у бројним археолошким налазиштима. Територија Балканског полуострва била је настањена од прадавних времена. Научници сматрају да су земље западне и средње Европе биле насељене већ у првом одсеку плеистоцена (дилувиј, ледено доба), а да се у областима Балканског полуострва човек појављује у периоду последње квартарне глацијације (Вирмска глацијација). У то доба хладне климе пре више од 40.000 година, вечити лед спуштао се до 1.500 метара надморске висине. То су потврдила и недавно завршена археолошка истраживања двају пећина — Велике и Мале Баланице (од 2006—2010), у Сићевачкој клисури. Према тврдњама проф. др Душана Михаиловића, спроведена истраживања, на овом налазишту омогућила су прикупљање више хиљада алатки које је произвео прачовек-неандерталац који је живео на овом простору Србије у друштвеним заједницама од 10-15 чланова, од једне до три биолошке породице које су се углавном бавиле сакупљањем плодова и ловом.
Млађе гвоздено доба на тлу Србије обележено је доласком Келта и продорима хеленске цивилизације. Келти су покорили Трибале, заузели су део аутаријатске територије и заједно с њима образовали моћно племе Скордиска које је обитавало и на простору Белопаланачке котлине.

### Белопаланачка котлина — граница Трибала и Дарданаца
У 6. веку п. н. е. Трибали и Дарданци су били највећа и најмоћнија племена у средњем делу Балканског полуострва. Централна област Трибала, „трибалска равница“ је ишла преко Понишавља. Лабава етничка граница са источним суседима, Дарданцима, највероватније се успостављала на линији која је својим особеностима физичкогеографског карактера то унапред одређивала.
Претпоставка је да би то могли бити тешко проходна западна и јужне границе Белопаланачке котлине (Сићевачка клисура и масив Суве планине). Та граница сигурно није била оштра, па је долазило до етничких мешања на овом простору између Трибала и Дарданаца.
Тако је на главном римском путу Via Militaris, од Београда до Цариграда, који је пролазио кроз Белопаланачку котлину основан град Ремезијана, од стране Келта око 280. године пре нове ере (који је име добио по келтском племену Ремима). Наиме Ремезијана се из првобитне путне станице преобразила у аутономни град, који је добио градска права за време цара Трајана. У граду је било управно средиште градског среза и горњо — мезијске скупштине, и административно је обухватао средње и горње Нишавље, од Плоче и Сићевачке клисуре до извора реке Нишаве.

### Белопаланачка котлина у античко доба
Продор Римљана на Балканско полуострво почео је крајем 3. века п. н. е. У временима римског надирања на Балкан Понишавље има статус граничног подручја.
Прабалкански народи који су у то време затечени на овим просторима, у тежњи да одрже свој идентитет, једним делом су се склањали и на простор географски изоловане Сићевачке клисуре и Суве планине како би се са тог простора жестоко супротстављали надирућој Римском царству. Зато се већи део тих сукоба одигравао и на овим просторима, у средњем понишављу и Белопаланачкој котлини.
Укључивање данашње територије Србије у Римску империју и формирање провинција ишло је постепено и тек је Марко Лициније Крас 29. и 28. п. н. е. у великом походу из Македоније на Мезе, Трибале и Дарданце и двогодишњег ратовања покорио Понишаваље и дефинитивно направио провинцију Мезију у чији састав је ушао и простор Белопаланачке котлине, која је у границама велике римске империје, у пограничном подручју провинције Мезије (или ближе одређено Горња Мезија).
Горња Мезија је захватала највећи део Србије. Само један мали део на југоистоку припадао је трећој области, Тракији. Источна граница Мезије од Куманова преко Трна ишла је северозападно између Беле Паланке и Пирота. На Плочи и Сићевачкој клисури налазила се предеона граница између градских срезова (регија) Наиса — Ниша (лат. Regio Naisstensis) и Ремесијане — Беле Паланке (лат. Regio Remesiannis).
Из римског периода треба поменути и „Војнички пут“ (via militaris) или „Римски Војнички пут“ који је због непроходности обилазио Сићевачку клисуру са јужне стране, и из Ниша водио кроз раван котлине у долину Куновице, па је преко платоа Плоче прелазио развође Куновице и Црвене Реке и водио у Сердику и даље у Константинопољ. „Један натпис поред пута Naissus — Serdica (у месту Ихтиман код Софије) бележи да су за владе Нерона, 61. године наше ере, дуж пута (via militaris) подигнуте крчме и преноћишта (tabernae et preatoria), из чега се закључује да је већ у то доба пут углавном био завршен“ За надгледање овог пута служила су и многобројна утврђења, саграђена у облику четвороугла, са округлим кулама или појединачне куле, као и многобројне насеобине римских ветерана и других колониста.

### Белопаланачка котлина у средњовековном периоду
После распада Римског царства, на два — источно и западно, област белопаланачке котлине припала је Источном римском царству — Византији. Претпоставља се да се у том периоду дешавају и прегруписавања постојећих племенских групација на овим просторима. Ипак, из периода раног средњег века о томе је веома мало помена.
Све до данас у науци преовлађује мишљење да су словенске групе населиле простор Балканског полуострва тек у 6. и 7. веку, упркос што је о том питању и раније и данас било другачијих научних ставова. Са Словенима се наводе и Авари, номадски народ који је уз Словене освајао балканске просторе, који се од краја 7. века више не помињу. У данашње време све су бројнија мишљења која се супротстављају поменутом времену досељавања Словена, имајући у виду идеје неких и старијих и млађих истраживача, који на основу античких извора скрећу пажњу да је и пре тог периода, велика територија Балканског полуострва у потпуности била словенизирана.
Средином 6. века, када је по појединим претпоставкама досељавање Словена највећим делом завршено, у регионалном простору који данас припада белопаланачкој котлини, помиње се неколико племена који су део великог словенског племена Тимочана.
Византијски цареви су владали словенским скупинама преко домаћих кнезова. Примањем хришћанства Словени су прихватили и цара Ромеја као Христовог намесника на земљи, а живот и решавање спорова уобличени су према хришћанским обрасцима.
Мирни периоди помућени су снажењем и успоставом Бугарског царства које у оквиру своје територије присаједињује и велики део Србије, око средине 10. века. Бугарска власт над српским територијама није дуго трајала, те се убрзо сви враћају под врховну византијску власт.
Почетком 11. века у Византијском царству појављују се и први наговештаји o успостављању (обнови) српске кнежевине. У страној (немачкој) картографској литератури објављеној с краја 19. века види се да је цела Нишавска област рачунајући и пределе око Јерме и Гинске (изворишта Нишаве) припадала средњовековној српској држави.
Током друге половине 12. века српска држава отпочела је борбу за освајање Поморавље и Цариградског друма. У савезу са Угарском, Стефан Немања је успео да у борбама од 1182. до 1183. године, удруженим снагама српско—угарска војска освоји област Ниша, Пирота и продре до Софије.
Порекло већине старопланинских насеља најчешће се везује за збегове, привремена насеља која су оснивана из предострожности од турских напада и зулума. Тако остаје све до тридесетих и четрдесетих година 19. века када су уништене крџалијске хорде и када се могло приступити мирнијем раздобљу с пољопривредним делатностима у равничарским деловима морфолошких целина котлине.
Оснивање насеља Извор као претече Беле Паланке
Средњовековно насеље Извор (названо тако по јаком крашком врелу у њему), основано је на рушевинама римске Ремезијане и византијске Румизијане, на простору данашње Беле Паланке. Ово насеље у Белопаланачкој котлини било је друго важније средњовековно место Понишавља.
Први помен средњовековног Извора јавља се у 11. веку, иако се поуздано зна да је насеље настало знатно раније (у другој половини 8. или најкасније у 9 веку). Град се налазио на темену 539 m високог Великог курила а подграђе у суподини крај врела. Трагови су се до скора познавали на темену Великог курила. У 15. веку турска освајачка сила уништила је град Извор.
У османлијском дневнику похода од 1521. о војевању султана Сулејмана Величанственог против Београда, каже се...да је у уторак 20. јуна 1521. био конак царске ордије у Извору. У том дневнику се помиње конаковање и у Сићевачћкој клисури, што је сасвим нормално за војску такве величине. И у дневницима осталих војних похода Сулејмана Сјајног 1526, 1529, 1532, 1542, 1565. на Угарску, такође се говори о насељу Извор. Оволики број похода са „спремањем захира и осталог што треба“ сигурно није могло издржати место таквих потенцијала као што је село Извор и оно је у првој четвртини 16. века потпуно замрло.

### Белопаланачка котлина у Османском царству
У време под окупацијом Османлија Нишка и Белопаланачка котлина припадала је Софијском санџаку, од времена оснивања Османског царства па све до 18. века. Софијски санџак припадао је Ејалету Румелија, а Османлије су га основале 1393, одмах после битке на Косову 1389. након што су почели да учвршћују своју власт на Балканском полуострву. Велики Софијски санџак, од краја 14. века до последње деценије 15. века, обухватао је сво Нишавље и град Ниш.
Скоро у целокупном периоду Османског царства, све до најмлађег османског доба, белопаланачка област је била управно везана за Пирот. Имајући у виду регионално-географски значај подручја, у Пироту је успостављена и административна функција, још од најстаријих времена Османске владавине — Пиротски кадилук Софијског санџака, што је умањило потребу за кретањима из Белопаланачке котлине преко простора Сићевачке клисуре и Суве планине ка Нишу.
Са успостављањем нове територијалне подела пашалука, којом је белопаланачки предео у 18. веку потпао под Нишки пашалук настаје оживљавање простора средњег Понишавља услед провођења Цариградског друма преко Плоча и повезивања насеља у изворишном делу Црвене реке и осталом делу Белопаланачке котлине. Овим везама, јужним ободом Сићевачке клисуре, наведени предео је саобраћајно-економски био упућен на Ниш као значајан привредни центар.
Тако је на простору некадашњег града Извор у средишту котлине, почетком 18. века највероватније по одлуци нишког или пиротског заповедник Мехмед-паше подигнуто утврђење и путна станица, „Мехмед-пашина Паланку“ Пре Мехмед-пашине Паланке на истом месту постојала је „Муса-пашина Паланка“, а пред сам крај турске владавине „Ак Паланка“.
На западној граници Белопаланачке котлине, по ободу Сићевачке клисуре и Сувој планини, од 14. до 18. века, па и доцније, постојала је предеона међа етнографског појаса тзв. „пиротског Шоплука, који је знатно преграђивала према западу и Биначком Поморављу.

## Саобраћај

### Саобраћај у периоду Римског царства
Пространу територију белопаланачке котлине у периоду Римљана, која је захватала централне области провинције Горње Мезије, пресецали су важни путеви који су од Наиса, као средшње тачке нишке котлине полазили на исток (Naissus—Serdica. Најстарији подаци о изградњи путева у овој провинцији откривени су и истражени у миљоказима на деоници Scupi-Ulpiana, који од средине III века све чешћи на путевима балканског полуострва, посебно на путу Naissus—Serdica и Viminacium—Naissus.
Први писани трагови о саобраћају и градњи путева у Белопаланчкој котлини односе се на Via Militaris. У римско доба саобраћајне магистрале, под називом моравско — нишавска — маричка, која је била једна од главних на Балканском полуострву. Магистрала је од Ниша обилазила Сићевачку клисуру, потом ишла кроз раван котлине у долину Куновице, па преко платоа Плоче преко развођа Куновице до Црвене Реке где је улазила у Белопаланачку котлину, до античке Ремизијане (Беле Паланке). Од Ремизијане друм се пружао југоисточним ободом котлине.
Уз овај магистрални путева чија је изградња била од ширег, пре свега стратешког али и трговачког интереса, који су били у употреби већ од почетка 1. века, ако не и раније, постојале су и локалне саобраћајнице које су у свим правцима полазиле и завршавале се у белопаланачкој котлини. Најважније су оне за Turres (Пирот), Timacum Maius (Књажевац).
Траса магистралних и локалних путева била је подређена природним условима терена. За пут су се користиле долине река (Нишава, Кутинске реке, Црвене реке), клисуре (Сићевачка) и планински превоји и седла (Плоча). Како су у постримском периоду средњовековни и модерни путеви грађени углавном на истој траси, остаци античких путева јако мало су сачувани.

### Саобраћај у периоду Османлијског царства
Све до ослобођења од Турака Србија није имала добрих путева. Кроз белопаланачку котлину у том периоду водио је такозвани Цариградски друм, наследник старог римског пута Via militaris, који је имао међународни значај, уосталом као и данас, и за оно време имао најбољу подлогу и путне ознаке (миљоказе). Водио је од Београда преко Гроцке, кроз Хасанпашину Паланку (Смедеревска Паланка), Јагодину, Ћуприју, Параћин, и Нишку котлину. Од Нишке котлине један је крак ишао за Скопље и Солун, а други за Софију и Цариград кроз белопаланачку котлину. Од Ниша пут је ишао долином Кутинске реке кроз Заплање. Суву планину прелазио је преко њене најниже преседлине Змијине ливаде изнад Јагличја, да би северном суподином Суве планине и развођем између Црвене и Јелашничке реке и долином Црвене реке долазио до Белопаланачке котлине и Беле Паланке. Из Беле Паланке друм је пролазио кроз село Клисуру, потом пео на један изданак Белаве, пролазио кроз Суводол, ишао подножјем Белаве и Асарлуке и улазио у Пирот на Бистрицу. Овим путем су се кретали товарни и колски саобраћај, путници пешаци итд.
Остали путеви у Белопаланачкој котлини све до педесетих година 20. века били су „крчаници“, прилагођени пешачком и караванском саобраћају. Због тога су током јесени, зиме и пролећа били скоро неупотребљиви са колски саобраћај, због високих, стрмина и чињенице да су пратиле природни ток речних корита, те су биле под сталним деловањем атмосферских вода. Набујале бујице у сезони киша, као и снежни наноси до данашњих дана повремено чине ове саобраћајнице непроходним путевима. Према причи становника белопаланачких села, до Беле Паланке се најчешће ишло пешке, пречицом или путем, што је утицала на висок степен затворености села као привредно заокружене целине. Док је роба (дрва, вода, млеко, сено) преношена, окачена на два самара, на издржљивим товарним коњима и магараца. Јахаћи саобраћај у белопаланачкој котлини био је заступљен у малом обиму, јер су скупоцену коњску опрему могли да приуштите ретки појединци.

### Саобраћај с краја 19. века и у 20. веку
Запрежни саобраћај у белопаланачком крају у овом периоду почивао је на снази говеда: волова и крава. У сваком од села било их је просечно око 500. Највећи значај у локалном запрежном саобраћају и у традиционалном привређивању, све до увођења савременијих превозних средстава имали су волови. Период изобичавања волова у белопаланачком крају започео је у периоду од 1955 до 1960. године, постепеним упрезањем крава за обављање истих послова, које су истовремено доносиле и приход. У исто време у ова села почели су стизати и први трактори 1960. године.
Десет година након ослобођења југа Србије од Османлијског царства, кроз белопаланачку котлину, 1888. године пуштена је у саобраћај међународна железничка пруга Ниш — Цариград. Она је због сложених историјских околности, нагло је „угасила“ улогу Цариградског друма за овај крај. Већи утјецај пруге као саобраћајнице код домаћег становништва забележен је међу многи становници белопаланачке околине који су одлазе у печалбу, а касније и на школовање углавном у Ниш и Београд. Такође са развојем привреде после Другог светског рата овом пругом транспортоване су и све веће количине разних производа.

### Саобраћај у 21. веку
У 21. веку мрежу путева и пруга Белопаланачке котлине чине: магистрални, регионални и локалних саобраћајни правци. Главне саобраћајнице су;
- Пут E80 Нишавски саобраћајни правац– деоница (Босна и Херцеговина) - Котроман - Пожега - Појате - Ниш - Градина - (Бугарска). Овај друмски саобраћајни правац, покривен је и мрежом железничког саобраћаја.
- Државни пут I реда бр. 223 Бела Паланка-Бабушница
- Државни пут II реда бр. 134 Бела Паланка-Боњинце
- Државни пут II реда бр. 39 Боњинце-Бабушница.[37]

Поред ових главних комуникација постоји и већи број путева локалног значаја, од којих су многи теже проходни за моторна возила. Тако је нпр. део Суве планине тешко проходан
Ваздушни саобраћај се одвија преко аеродрома „Константин Велики“, лоцираног на око 40 km од центра белопаланачке котлине.
С краја 2011. започела је изградња савременог ауто-пута Ниш—Димитровград, чија траса иде кроз централни део Белопаланачке котлине. Његовом изградњом не само да ће престати даља „ерозија“ екосистема и природних лепота Сићевачке клисуре, већ и унапредити туризам и економски развој региона који окружује коридор 10, као и саобраћај и економске везе Републике Србије са суседним земљама.
У 21. веку нагли развој железничког саобраћаја и туризма, праћен застарелошћу и лошим одржавањем железничке инфраструктуре, превазишао је могућности железничке пруге Ниш-Димитровград. Зато она све више успорава саобраћај и постаје не само уско грло у систему паневропских железничких коридора, већ и озбиљан еколошки проблем, јер пруга није модернизована (електрифицирана).